# Кередиг ап Кунеда
Кередиг (валл. Ceredig  ap Cunedda) (424—480-е) — пятый сын Кунеды Гвинедского.

## Биография

### Правление
После смерти отца в 445 или в 460 году Кередиг стал владетелем Кередигиона. На этих землях он разбил ирландцев, и в нескольких битвах он потерял двух старших сыновей. В 480-х годах он отрёкся от престола в пользу старшего внука Каранога ап Гартога, но тот отказался и наследником стал Исаи ап Кередиг.

### Семья
Кередиг женился на Мелери верх Брихан (428 — ?), дочери Брихана. Их потомки:
- Гартог ап Кередик (? — 470-е)
  - Св. Киндеирн, или сын Святого Кингара[5]
  - Св. Кингар
    - Св. Гвинллеу

  - Каранног, либо сын Кередига ап Кунеды
  - Святой Педр Лланваур
  - Святой Тидиуг
  - Святой Тисул
  - Святой Кеней
    - Кередик
      - Аннун, либо сын Кередига ап Кунеды
        - Динин (Дифеннен[6])
          - Каредик
            - Гардан
              - Бангар
- Гланог ап Кередик (451 — ?)
- Исаи ап Кередиг (453 — ?), мог быть не сыном, а одним из потомков Кередига[7].
- Мерхион ап Кередик (455 — ?)
  - Кинвелин
    - Кередиг
- Ител ап Кередик
  - Святой Догвайл
- Самсон
  - Гугон
- Кедик ап Кередик (459 — ?)
  - Святой Аван
  - Св. Догед
  - Кинан
  - Ллаур
    - Гугаун

  - Луко
    - Лаук
      - Гугон Глетиврит[8]
- Святой Давид, сын Кередига от Святой Нонны
- Эйнион ап Кередик (461 — ?)
  - Кенуур
- Кинон
  - Кинидр Гелл
- Корун (463 — ?), либо сын Кунеды[4], либо дочь Кередига
  - Св. Педир
  - Св. Тирног
- Гваура верх Кередиг (466 — ?), замужем за Гливисом ап Тегидом или Гливисом, таким образом мать Гвинлиу[9]
- Хидун
  - Святой Исилльт[англ.]
    - Анауведа, жена Будика II
    - Святой Тейло
    - Святой Мабон
- Ина верх Кередиг
- Гвен верх Кередиг, мать Святого Падарна